# Silvano Romang
Silvano Romang (...) è un giocatore di football americano svizzero che gioca nel ruolo di defensive back e quarterback per i Thun Tigers.